# Mina (Amadora)
Mina – dawna parafia (freguesia) gminy Amadora i jednocześnie miejscowość w Portugalii. W 2011 zamieszkiwało ją 17 977 mieszkańców, na obszarze 2,76 km². Od 2013 jest częścią parafii Mina de Água.